# 別洛耶湖 (烏里揚諾夫斯克州)
53°02′N 47°00′E / 53.033°N 47.000°E

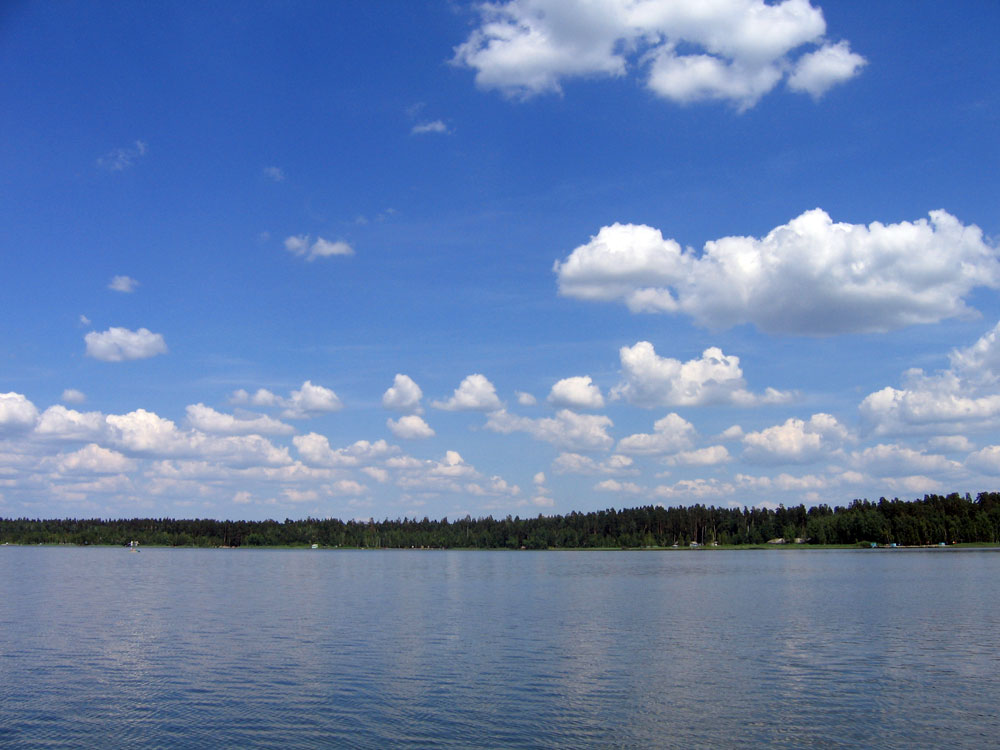

別洛耶湖（俄语：Белое озеро），是俄羅斯的湖泊，位於該國西南部烏里揚諾夫斯克州，長1.6公里、寬1公里，海拔高度327.7米，該湖泊平均水深3.7米，最大水深6米。